# Отрадне (Гур'євський міський округ)
Отрадне (рос. Отрадное) — селище Гур'євського міського округу, Калінінградської області Росії. Входить до складу Храбровського сільського поселення.
Населення — 69 осіб (2015 рік).

## Населення
| 1910 | 1930 | 1933 | 1939 | 2002 | 2010 |
| ---- | ---- | ---- | ---- | ---- | ---- |
| 281  | ↘259 | ↘255 | ↘249 | ↘187 | ↘180 |